# Широкий (Амурська область)
Широкий (рос. Широкий) — селище, підпорядковане місту Райчихінську Амурської області Російської Федерації. Розташоване на території українського історичного та етнічного краю Зелений Клин.
Входить до складу муніципального утворення Міський округ місто Райчихінськ. Населення становить 1225 осіб (2018).

## Населення
| 1959  | 1970  | 1979  | 1989  | 2002  | 2009  | 2010  |
| ----- | ----- | ----- | ----- | ----- | ----- | ----- |
| 4917  | ↘3774 | ↘2811 | ↘2065 | ↘1580 | ↘1488 | ↘1351 |
| 2012  | 2013  | 2014  | 2015  | 2016  | 2017  | 2018  |
| ↘1308 | ↗1313 | →1313 | ↘1271 | ↘1254 | ↘1237 | ↘1225 |